# Мокферд
Мокферд (на шведски: Mockfjärd, на шведски се изговаря по-близко до Мокфйерд, поради наличие на йотация има разлика между правописа и произношението) е малък град в централна Швеция, лен Даларна, Гагнефска община. Разположен е около река Йостердалелвен. Намира се на около 230 km на северозапад от столицата Стокхолм и на около 40 km на югозапад от Фалун. Мокферд е най-големият град в Гагнефска община. Има жп гара. Населението на града е 1996 жители, по приблизителна оценка от декември 2017 г.